# Новенькая (Тверская область)
Новенькая — деревня в Рамешковском районе Тверской области.

## География
Находится в восточной части Тверской области на расстоянии приблизительно 17 км на север от районного центра поселка Рамешки.

## История
Основана в 1869 году жителями местных деревень (Семунино, Сорокино, Шенское, Шибаниха, Сеньково, Сошниково), купивших здесь землю. В 1887 году насчитывала 24 двора. В 1910-х годах почти вся сгорела, и жители уехали жить на хутора, расположенные недалеко от деревни. В 1930-х годов их заставили вернуться обратно, но поселение восстановили на новом месте, в километре от старого места. В 1936 г. на хуторе Новое (Новенький) было 37 хозяйств. В советское время работали колхоз «Новь», совхоз «Горский». В 2001 году в деревне 13 домов постоянных жителей и 23 — собственность наследников и дачников. До 2021 входила в сельское поселение Некрасово Рамешковского района до их упразднения.

## Население
Численность населения: 160 человек (1887), 191 (1936), 33 (1989), 17 (русские 76 % и карелы 18 %) в 2002 году, 15 в 2010.